# Liga 3
Liga 3 – trzecia najwyższa klasa rozgrywek piłkarskich w Portugalii. Rozgrywki pod tą nazwą powstały w 2021 roku, w miejsce Campeonato de Portugal, które stało się IV poziomem rozgrywkowym. Obecnie występuje w niej 20 drużyn w dwóch grupach. Awans do Ligi Portugal 2 uzyskują 2 zespoły, natomiast 3. bierze udział w barażach o awans. 4 najsłabsze zespoły spadają na IV poziom rozgrywkowy.

## Format rozgrywek
Pierwotny format rozgrywek, który istniał przez pierwsze dwa sezony, zakładał uczestnictwo 24 drużyn w dwóch grupach po 12 zespołów. Po 4 najlepsze drużyny z obu grup awansowały do jednej z dwóch grup mistrzowskich. Zwycięzcy tychże grup uzyskiwali awans na II szczebel rozgrywkowy, natomiast wicemistrzowie grup brali udział w dwustopniowych barażach, w których najpierw mierzyli się ze sobą, a później zwycięzca z 16. drużyną Ligi Portugal 2. W przypadku drużyn z miejsc 5-12 obu grup, II faza rozgrywek polegała na utworzeniu 4 czterozespołowych grup, w których ostatnia (w sezonie 2021/2022) lub dwie ostatnie (w sezonie 2022/2023) drużyny spadały szczebel niżej. Od sezonu 2023/2024 podjęto decyzję o redukcji ilości drużyn z 24 do 20, a także utworzeniu jednej grupy mistrzowskiej, zamienieniu dwustopniowych baraży w jednostopniowe oraz zmniejszenie ilości grup spadkowych z 4 czterozespołowych do 2 sześciozespołowych.

## Zwycięzcy

### Od sezonu 2023/2024
Od sezonu 2023/2024 funkcjonuje jedna grupa mistrzowska zamiast dwóch.
| Sezon     | Zwycięzca gr. mistrzowskiej | Pozostałe drużyny awansujące | Źródła |
| --------- | --------------------------- | ---------------------------- | ------ |
| 2024/2025 | Lusitânia FC                | Sporting CP B                | [ 1 ]  |
| 2023/2024 | FC Alverca                  | FC Felgueiras 1932           | [ 2 ]  |

### Sezony 2021/2022 i 2022/2023
W pierwszych dwóch sezonach istniały dwie grupy mistrzowskie.
| Sezon     | Zwycięzca gr. mistrzowskiej I | Zwycięzca gr. mistrzowskiej II | Pozostałe drużyny awansujące | Źródła |
| --------- | ----------------------------- | ------------------------------ | ---------------------------- | ------ |
| 2022/2023 | União Leiria                  | CF Os Belenenses               | Länk FC Vilaverdense         | [ 3 ]  |
| 2021/2022 | SCU Torreense                 | UD Oliveirense                 | brak                         | [ 4 ]  |